# Bitwa pod Almansą
Bitwa pod Almansą – starcie zbrojne w dniu 25 kwietnia 1707 zaliczane do decydujących bitew podczas hiszpańskiej wojny sukcesyjnej.
Do historii przeszło jako „zapewne jedyna bitwa, w której wojskami angielskimi dowodził Francuz, a francuskimi – Anglik”. Pod Almansą armia francusko-hiszpańska pod dowództwem księcia Berwicka rozbiła wojska portugalsko-angielsko-holenderskie dowodzone przez hrabiego Galwaya (Gallowaya), w wyniku czego większa część wschodniej Hiszpanii przeszła pod władzę Burbonów. 

## Wprowadzenie
Początkową bazę operacyjną kampanii wojsk sprzymierzonych w Hiszpanii założono w Alicante, gdzie poza tym otrzymano znaczne posiłki angielskie jeszcze przed podjęciem działań militarnych. 8 lutego 1707 do portu dotarły okręty floty angielskiej z transportem 3 pułków dragonów i 13 batalionów piechoty. Armia ta wstępnie przeszła do ofensywy mimo pewnego osłabienia sił spowodowanego wycofaniem kilku pułków przez arcyksięcia Karola dla działań defensywnych w Katalonii.

## Działania poprzedzające
Z terytorium Królestwa Walencji wojska sprzymierzone pod wodzą hr. Galwaya i portugalskiego markiza das Minas podjęły marsz na Madryt, niszcząc po drodze magazyny zaopatrzeniowe nieprzyjaciela i docierając w Murcji do miasta Villena. 
18 kwietnia 1707 rozpoczęto oblężenie Villeny. 23 kwietnia w pobliżu, pod Almansą stanęła 25-tysięczna armia francusko-hiszpańska Berwicka, zagrażając liniom komunikacyjnym przeciwnika. Galway wyruszył jej na spotkanie, decydując się na wcześniejszy atak przed nadejściem spodziewanych posiłków francuskich pod wodzą księcia Filipa Orleańskiego. 
W skład silniejszej armii burbońskiej wchodziły jednakowo liczne oddziały francuskie (wśród nich Garde Écossaise) i hiszpańskie, a także regiment irlandzki. Wśród 22-tysięcznych wojsk przeciwnika oprócz najliczniejszych Portugalczyków i Anglików były jednostki holenderskie, a także oddziały niemieckie i złożone z francuskich hugenotów.

## Bitwa
Na polach pod Almansą obydwie armie rozwinęły naprzeciw siebie szyki w dwóch liniach na froncie długości 6,5 kilometra. Sprzymierzeńcy uszykowali tak 42 bataliony piechoty i 60 szwadronów kawalerii, ich przeciwnicy rozmieścili 50 batalionów pieszych i 81 szwadronów jazdy, rozporządzając przy tym niemal równą liczebnie artylerią. Dysponując natomiast słabszą od przeciwnika jazdą, Galway przetasował ją z piechotą i ustawił na skrzydłach. W szyku wojsk Berwicka całą artylerię umieszczono w centrum razem z piechotą, zaś skrzydła obsadzone były wyłącznie kawalerią – na prawym hiszpańską, na lewym francuską. 

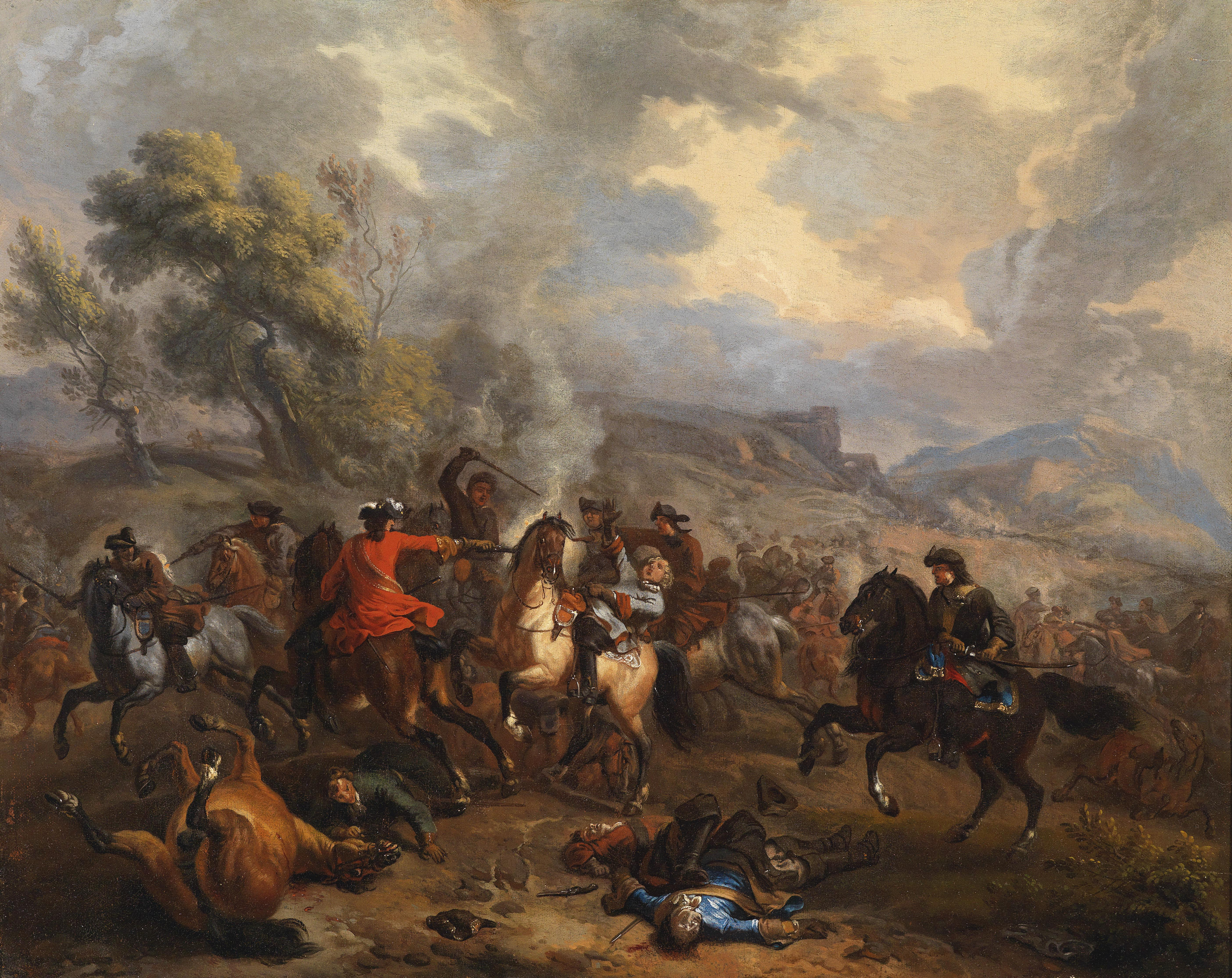
Walka jazdy podczas hiszpańskiej wojny sukcesyjnej (mal. Jan van Huchtenburg)

Bitwę rozpoczęto o godz. 15:00 wymianą ognia artyleryjskiego. Jazda Berwicka dwukrotnie odrzucała jazdę Galwaya, lecz potem atakując jego lewe skrzydło, sama była skutecznie odpierana silnym ogniem piechoty nieprzyjaciela. Przed trzecim natarciem Berwick ściągnął z centrum drugą linię piechoty i umieścił ją za jazdą. Hiszpańska kawaleria z jego prawego skrzydła szarżując brawurowo, odrzuciła po raz trzeci jazdę Galwaya i wykorzystując luki między jego piechotą, przeniknęła na tyły. Piechota lewego skrzydła Galwaya atakowana frontalnie przez piechotę Berwicka, a z boków i z tyłu przez jazdę – uległa ostatecznie rozbiciu. 
W kolejnej fazie bitwy zwycięska jazda Berwicka obeszła szyk przeciwnika i od tyłu dokonała uderzenia na jego prawe skrzydło, a następnie na centrum, któremu tymczasem udało się zepchnąć środek szyku francusko-hiszpańskiego w stronę Almansy. Kiedy Galway wprowadził swe odwody do ataku na centrum armii burbońskiej, Berwick rzucił do ataku masy francusko-hiszpańskiej kawalerii na osłabione szeregi angielsko-portugalskie, rozbijając także jazdę portugalską, która według świadków opuściła pole bitwy „z wielką prędkością”. Oddziały w centrum szyku zakończyły bój kapitulacją o godz. 17:00.

## Podsumowanie
Była to bitwa przede wszystkim kawalerii, w której podczas ataków odegrała ona zasadniczą rolę i której waleczność oraz umiejętne wykorzystanie zdecydowało o wyniku starcia. Ponieważ Anglicy, Holendrzy i francuscy hugenoci Galwaya stawiali stosunkowo silny opór w centrum, jako jedną z istotnych przyczyn klęski stronników arcyksięcia wskazywano nadmierne wystawienie własnej flanki na manewry Berwicka. Ucieczkę jazdy portugalskiej tłumaczono później zamiarem ocalenia przynajmniej części szwadronów.

### Straty
W pogromie jaki ostatecznie nastąpił, Galway (który sam został poważnie ranny w decydującym momencie bitwy) stracił 5 tysięcy zabitych i rannych oraz wiele tysięcy jeńców; w odwrocie utracono też niemal całą artylerię. Zwycięzcy zdobyli również 120 ze 137 sztandarów i cały tabor pozostawiony we Fuente la Higuera. Uchodzące oddziały narażone były na pościg konnicy nieprzyjaciela – w dzień po bitwie do kapitulacji zmuszonych zostało kolejne 2 tysiące żołnierzy. Z całej armii jedynie 3,5 tysiąca zdołało ujść do Tortosy. Francuzi i Hiszpanie stracili łącznie od 2000 do 3500 żołnierzy w zabitych i rannych. 

### Skutki strategiczne
Zwycięstwo to w ogromnej mierze wywarło wpływ na wzrost nastrojów profrancuskich i na konsolidację Hiszpanii pod rządami Burbonów. Wraz z unicestwieniem głównej prohabsburskiej siły militarnej w Hiszpanii, Filip V odzyskał inicjatywę i przeszedł do ofensywy. Wkrótce potem, 8 maja w ręce Francuzów dostała się Walencja, 26 maja padła Saragossa, a 14 października zmuszona była skapitulować katalońska Lerida. Wcześniej, 4 października na pograniczu z Portugalią Francuzi i Hiszpanie zdobyli też po oblężeniu Ciudad Rodrigo. W niedługim czasie jedynymi sprzymierzeńcami arcyksięcia Karola na terytorium hiszpańskim pozostali jego zwolennicy w Katalonii i na Balearach. Kolejnym, brzemiennym skutkiem politycznym była formalna likwidacja przez Filipa V Królestwa Walencji z jego statutową autonomią w ramach Aragonii.